# Gino Basuino
Gino Basuino (Grisolia, 4 gennaio 1947 – Vicenza, 10 gennaio 2023) è stato un bobbista italiano.

## Biografia

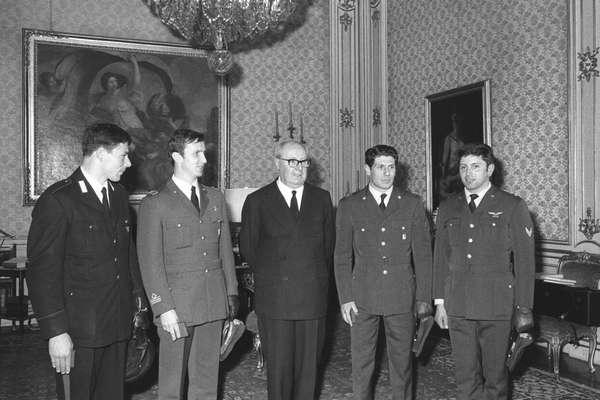
Il Presidente della Repubblica Giuseppe Saragat riceve in udienza al Quirinale il Capitano Alberto Frigo, i sergenti Antonio Brancaccio e Luciano De Paolis e il carabiniere Gino Basuino, vincitori dei Campionati europei di bob 1969.

Arruolatosi nell'arma dei Carabinieri, nel settembre 1969 vinse la medaglia d'oro mella staffetta 600x400x200x200x100 alla 4ª Settimana sportiva delle Forze Armate a Bologna. Venne così inviato a Cervinia per far parte della squadra del Centro Bob Forze Armate.
Partecipò con la Nazionale di bob dell'Italia ai Campionati europei di bob 1969 di Cervinia, dove vinse la medaglia d'oro nel bob a quattro con Alberto Frigo, Antonio Brancaccio e Luciano De Paolis.
Morì all'età di 76 anni.